# Pittore di Antimene
Pittore di Antimene o Pittore di Antimenes (Αντιμένης) (fl. 530 a.C. / 510 a.C.) è il nome convenzionale assegnato ad un ceramografo attico attivo ad Atene.
Si tratta di uno dei maggiori ceramografi di  figure nere dell'ultimo quarto del VI secolo a.C. con più di 140 vasi noti, soprattutto anfore a collo distinto e hydriai. Il nome deriva da quello del giovane nominato nell'iscrizione kalos che si trova sull'hydria conservata a Leida presso il Rijksmuseum van Oudheden, una delle sue opere migliori e probabilmente la più antica tra quelle pervenuteci.

## Attività
Lo stile del Pittore di Antimene è molto vicino a quello di Psiax, ma a differenza dei suoi contemporanei, grandi sperimentatori di tecniche capaci di ammodernare lo stile tradizionale, sembra preferire la vecchia tecnica e non si conoscono sue decorazioni a figure rosse. Le opere del Pittore di Antimenes si caratterizzano piuttosto per la minore cura dedicata alle incisioni e ai dettagli, per una rappresentazione complessivamente più libera e naturale e per una maggiore propensione alla raffigurazione di scene quotidiane all'aperto, le quali, facilitando l'avvicinamento agli aspetti paesaggistici, fornivano alla tecnica tradizionale una possibilità di rinnovamento.

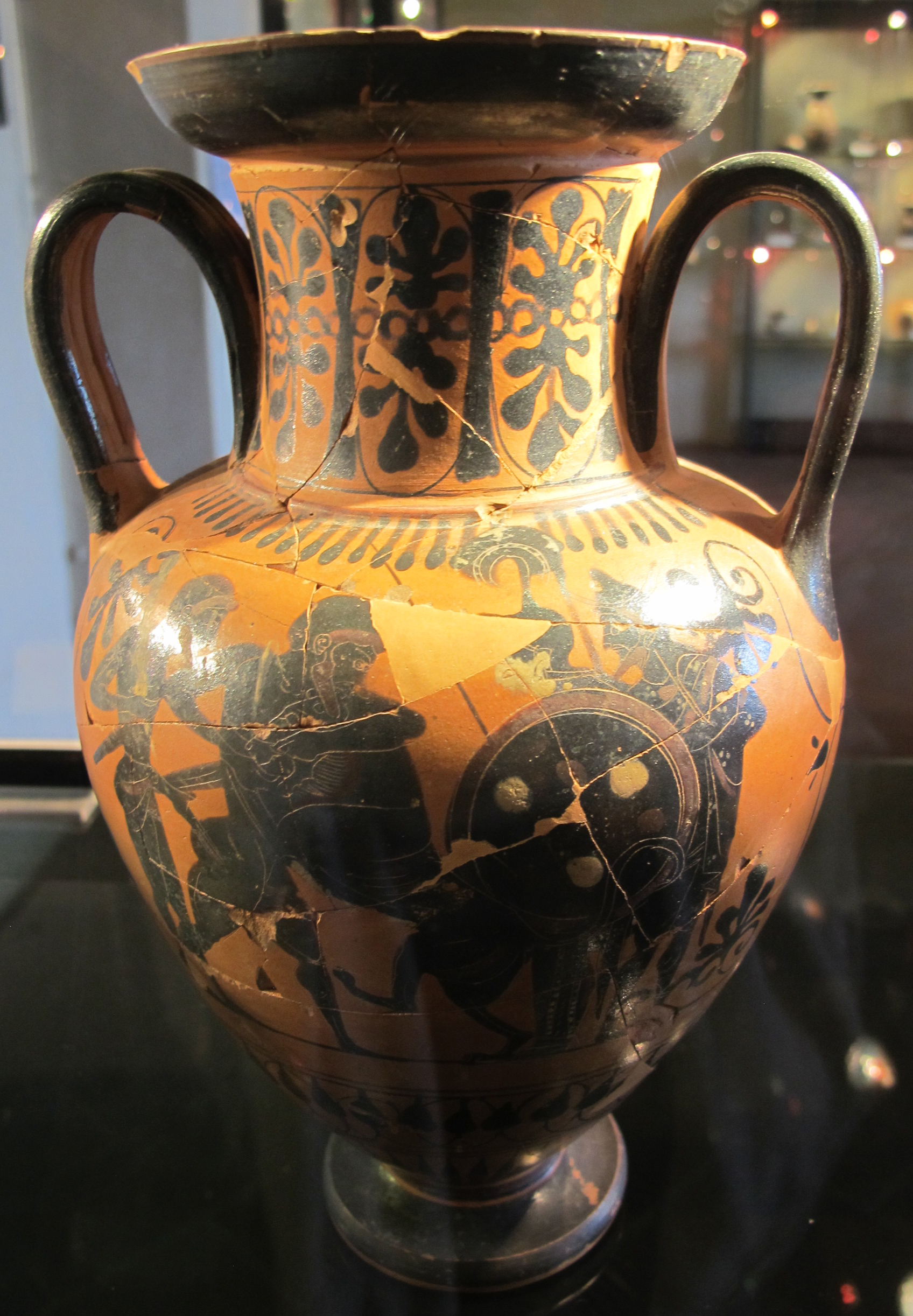

### Opere
Il vaso eponimo del Pittore di Antimene fa parte delle numerose hydriai decorate con figure riunite presso una fontana comune, scena molto diffusa nel tardo periodo arcaico. Una rappresentazione tipica è quella che è possibile osservare sull'hydria del British Museum (Londra B336), con la partenza del guerriero sulla spalla, hydrophoria sul corpo e predella con fregio animalistico. L'hydria di Leida si distanzia da questa rappresentazione formale: la scena si svolge in palestra, sotto un portico retto da tre colonne doriche sopra le quali si trovano un architrave e un frontone con un disco tra due serpenti, dove un uomo e un ragazzo si lavano con acqua che esce da bocchette a forma di testa di pantera. Il ragazzo è nominato come Antimenes nella formula di kalos. Su ogni lato della fontana si trova un albero con vestiti appesi ai rami e due figure di giovane atleta sotto di esso nell'atto di ungersi il corpo. L'immagine appare molto realistica e poco formale nelle proporzioni, nei rapporti tra gli elementi che la compongono e nella relazione tra figure e paesaggio.
Tra le numerose anfore a collo distinto del Pittore di Antimenes l'anfora del British Museum (London B 226) riporta una scena domestica con la raccolta delle olive; si tratta di un'immagine originale e unica (la si trova solo su un altro vaso dello stesso autore a Berlino) che mostra ancora una volta l'interesse di questo ceramografo per le scene di paesaggio. Sull'altro lato del vaso si trova una scena di incontro tra Eracle e il centauro Folo.